# Jaume Moya Matas
Jaume Moya Matas (Barcelona, 17 de març de 1972) és un polític català establert a Florejacs, diputat al Congrés dels Diputats en les XI i XII legislatura.

## Biografia
Llicenciat en Dret per la Universitat de Barcelona, va obtenir un postgrau en gestió immobiliària per la Universitat Ramon Llull. És establert a Florejacs (Segarra) des de 2008 i treballa com a procurador dels Tribunals a Cervera. Ha publicat articles sobre castells catalans i art romànic al Butlletí dels Amics del Romànic del Bages i a les revistes Monumenta, Món Medieval, Segarra Actualitat, La Veu de Torreflor i Mundo Medieval. També ha participat en l'elaboració dels inventaris de patrimoni de Torrefeta i Florejacs i de Guissona i és autor de diversos llibres sobre patrimoni. És columnista habitual al setmanari La Veu de la Segarra i de la revista Segarra actualitat. L'any 2015, va guanyar el certamen de relats curts del Consell Comarcal del Segrià amb "La Carbonera" i els anys 2021 i 2022 els II i III Certàmens de microrelats del Museu de Guissona.
Interessat en l'activisme social i la dinamització cultural, ha impulsat diversos col·lectius i actuacions de dinamització cultural a la comarca de la Segarra, com la Fira de Florejacs i el projecte Camins de Sikarra. Entre altres entitats, ha estat membre de la Comissió de Política Lingüística del Col·legi de Procuradors de Barcelona, vocal de l'Associació de Juristes per la Llengua Pròpia, secretari del Fòrum l'Espitllera, secretari de Torrefeta i Florejacs per la Independència, coordinador a la Segarra de l'Assemblea Nacional Catalana i patró de Fira de Lleida. Tambe portaveu d'Aturem el Fracking i activista de la Plataforma Multireferèndum. Actualment és secretari de la Fundació Jordi Cases i Llebot i vocal de l'Observatori de Dret Privat de Catalunya.
Fou elegit diputat per la província de Lleida a les llistes d'En Comú Podem a les eleccions generals espanyoles de 2015, i, novament, a les eleccions generals espanyoles de 2016. Al Congrés dels Diputats fou portaveu del Grup Confederal Unidas Podemos a la Comissió de Justícia i vocal a la d'Agricultura i Medi Ambient. També és soci d'Òmnium Cultural.

## Obres
- Els castells de la Segarra (Cossetània, 2011)
- De carlinades per la Segarra Històrica (Fonoll, 2022)[11]